# Columbo: Tödliche Kriegsspiele
Tödliche Kriegsspiele (Originaltitel: Grand Deceptions, Alternativtitel: Täuschungsmanöver) ist eine erstmals auf ABC gesendete Episode der Kriminalfilm-Reihe Columbo aus dem Jahr 1989. Die deutschsprachige Erstausstrahlung der vierten Folge der achten Staffel folgte 1991 auf RTL plus. Der US-amerikanische Schauspieler Robert Foxworth verkörpert als Colonel Frank Brailie den Gegenspieler von Inspektor Columbo, dargestellt von Peter Falk.

## Handlung
Colonel Frank Brailie ist Leiter einer strategischen Denkfabrik, an die ein militärisches Trainingslager zur Ausbildung von Söldnern angeschlossen ist. Der Gründer und Ehrenvorsitzende der Stiftung, General Jack Padget, hegt Zweifel an Brailies Geschäftsgebaren und hat Sergeant Major Lester Keegan angewiesen, Erkundigungen unter Ausnutzung seiner alten Verbindungen zu hochrangigen Geheimnisträgern einzuholen. Keegan findet heraus, dass der Colonel beträchtliche Stiftungsgelder aus dem „Special Projects Fund“ veruntreut, um sich selbst zu bereichern und illegalen Waffenhandel mit Entwicklungsländern auf dem afrikanischen Kontinent zu finanzieren. Darüber hinaus hat Brailie ein Verhältnis mit Jennifer Padget, der jungen Frau des auf den Rollstuhl angewiesenen Kriegshelden. Anstatt die Ergebnisse seiner Nachforschungen an seinen Auftraggeber weiterzugeben, beansprucht Keegan einen Teil der abgezweigten Mittel für sich. Zum Schein geht Brailie auf die Erpressung ein und erbittet sich einige Tage Vorbereitungszeit. Anlässlich von Padgets Geburtstag übergibt er diesem einen längst fälligen, aber gefälschten Bericht über den Fonds. Als besonderes Geschenk möchte er den General in Jennifers Auftrag mit einer Büchersammlung über den Sezessionskrieg sowie der von Zinnsoldaten dargestellten Angriffsstellung Pickett’s Charge aus der Schlacht von Gettysburg überraschen.
Um sich ein Alibi für den geplanten Mord an Keegan zu verschaffen, hat Brailie den Inhalt der mit entsprechenden Aufschriften versehenen Transportkisten vertauscht. Während er das miniaturisierte Schlachtfeld am Vormittag in stundenlanger Arbeit aufbaut, sieht es für sein Umfeld so aus, als seien zuerst die Bücher geliefert worden. Am Abend steht dann vermeintlich das sehnlichst erwartete Paket mit den Spielfiguren vor Padgets Poolhaus. Brailie zieht sich unter dem Vorwand, die Schlachtszenerie bestücken zu wollen, von der Feier zurück. Da das Aufstellen der Bücher im Regal nur wenige Minuten dauert, kann sich Brailie bald darauf unbemerkt davonschleichen. Zur selben Zeit findet für die Rekruten ein schwieriges Nachtmanöver unter Keegans Führung statt. Auf dem bewaldeten Übungsgelände befinden sich eine Reihe von markierten Sprengladungen, um den Kämpfern durch die Simulation von gegnerischem Mörserfeuer ein möglichst realistisches Szenario zu vermitteln. Dort attackiert der vermummte Colonel den untergebenen Offizier und tötet ihn mit einem Armeemesser. Zur Kaschierung der Einstichwunde zerrt er die Leiche anschließend zu einer Sprenggrube. Bevor er sich in Militäruniform zurück zum Poolhaus begibt, legt er im Quartier des Ermordeten seine Verkleidung ab und entsorgt sie. Gerade noch rechtzeitig präsentiert er dem beeindruckten General vor den versammelten Gästen das aufwendig gestaltete Geburtstagsgeschenk. Derweil werden zum Ende der Truppenübung die vorbereiteten Minen gezündet.
Während Inspektor Columbo am nächsten Tag den Tatort besichtigt, fallen ihm einige Ungereimtheiten auf, die das zunächst vermutete Unfallgeschehen in ein anderes Licht rücken. Aus welchem Grund hielt sich Keegan in dem gefährlichen Gebiet auf? Wie konnte Laub vom schlammigen Waldboden in den Kragen der Uniform des Opfers gelangen? Und warum liegt seine Stabtaschenlampe unter einem Felsvorsprung, obwohl die durch die Detonation ausgelöste Flugbahn dem Fundort widerspricht? Ein Anfangsverdacht gegen Brailie ergibt sich, als dieser nachträglich Schlammspuren auf dem Fußboden der Unterkunft des Getöteten beseitigt und dabei von Columbo überrascht wird. Zudem hat sich Keegan offenbar für Stellenangebote interessiert, die Suche nach einer neuen Beschäftigung vor einigen Tagen jedoch eingestellt. Die Erklärung für den plötzlichen Sinneswandel liefert eine vertrauliche Unterredung mit General Padget, in der dieser vom Spezialauftrag und seinem allgemeinen Misstrauen gegenüber dem Colonel berichtet. Eine Notiz in Keegans frisch gereinigter Kleidung führt den Inspektor zu einer Wohnung, die Brailie unter falschem Namen als Liebesnest für seine heimlichen Treffen mit Jennifer dient. Kurz vor ihrem angekündigten Besuch erfährt der sichtlich nervöse Brailie von den Ergebnissen einer zweiten Autopsie: Keegan wurde schon vor der Explosion mit einem Stich in das Herz umgebracht. Nachdem Columbo mithilfe von Fingerabdrücken auf einer Reisezahnbürste die Identität der unbekannten Geliebten nachgewiesen hat, konfrontiert er Jennifer am Abend mit seinen Ermittlungsergebnissen. Später gesteht sie auch ihrem Mann die Beziehung, allerdings ohne den Namen des Liebhabers preiszugeben.
Im Rahmen von Keegans Trauerfeier erzählt der ebenfalls anwesende Sergeant Marty Tanzer vom Militärischen Aufklärungsdienst von den jüngsten Kontakten zu seinem verstorbenen Freund. Daraufhin sucht der Inspektor erneut die Stiftung auf und lenkt die Sekretärin geschickt ab, um einen älteren Bericht über den „Special Projects Fund“ an sich zu nehmen, der über die tatsächliche Verwendung des Vermögens der Einrichtung Auskunft gibt. General Padget ist angesichts der Enthüllungen entrüstet, lässt die Angelegenheit aber scheinbar auf sich beruhen, weil Brailie damit droht, andernfalls die pikanten Details über seine Affäre öffentlich zu machen. Eine weitere Kopie des Berichtes liegt im Poolhaus, wo Columbo den Verdächtigen bereits erwartet. Brailie verfüge aufgrund der Erkenntnisse des Opfers zu den illegalen Geschäften über ein starkes Mordmotiv. Und auch das Alibi erscheint fragwürdig. Der Inspektor hat festgestellt, dass die Bücher nicht in die kleinere Kiste mit der zugehörigen Aufschrift passen. Außerdem hat er bei einer früheren Begehung einen einzelnen Zinnsoldaten im Regal hinter den aufgestellten Büchern entdeckt. Beide Hinweise deuten auf einen völlig anderen Ablauf am Mordtag hin, der Brailie zeitlich die Gelegenheit eröffnete, das Verbrechen zu begehen. Der Colonel gibt sich geschlagen und wird verhaftet.

## Hintergrund
Der Drehbuchautor Sy Salkowitz, ehemaliger Präsident der Fernsehproduktionsabteilung 20th Television, ließ sich von der Iran-Contra-Affäre um den US-amerikanischen Militäroffizier Oliver North inspirieren. Der ursprüngliche Skriptentwurf enthielt einige politische Anspielungen und wurde auf Drängen von Peter Falk überarbeitet, der es generell vermied, sich in der Öffentlichkeit zu kontroversen Themen zu äußern. So wurde das Wort „Conservative“ aus dem Namen der Stiftung entfernt. Darüber hinaus fanden mehrere Szenen in der Denkfabrik keine Zustimmung, in denen die Vereinigten Staaten und ihre Alliierten im Rahmen von strategischen Kriegssimulationen mit Raketen angegriffen werden. In einer weiteren gestrichenen Einstellung ersetzt Inspektor Columbo das an eine Wandtafel im Offizierskasino geschriebene Wort „Death“ durch „Life“. Am Filmset wich Falk ebenfalls zeitweise vom Drehbuch ab. Als er seinen Hund instruiert, auf den Wagen aufzupassen, endet die Ansprache mit einer unerwarteten Liebkosung. Während der Tatortbesichtigung übergibt ein Polizist dem Inspektor eine Taschenlampe, die unter einem Felsen gefunden wurde und nicht aufgrund der Explosion dort hingelangt sein kann. Anstatt das Beweisstück nur in die Luft zu halten, damit Colonel Brailie seine Aufmerksamkeit erlangt, versammelt er einen Fotografen sowie sämtliche Ermittler um sich herum und hält eine betont laute Ansprache. Auch die Schlussszene mit Columbo als Zinnsoldat auf dem Schlachtfeld war nicht vorgesehen. Stattdessen sollte der wütende Mörder mit der Faust auf den Tisch schlagen.
Auf einem Beweismittelbeutel mit Laub aus dem Uniformkragen des Opfers befindet sich ein Etikett mit Columbos Vornamen „Frank“. Es handelt sich um die dritte und letzte Episode in der Fernsehreihe nach Mord unter sechs Augen und Blutroter Staub mit einem versteckten Hinweis dieser Art.

## Besetzung und Synchronisation
Die deutschsprachige Synchronfassung entstand bei der Alster Studios Synchron.
| Figur                        | Darsteller        | Deutscher Sprecher (Fernsehfassung) | Deutscher Sprecher (Videofassung) |
| ---------------------------- | ----------------- | ----------------------------------- | --------------------------------- |
| Lieutenant Columbo           | Peter Falk        | Klaus Schwarzkopf                   | Hans Sievers                      |
| Gaststars                    |                   |                                     |                                   |
| Colonel Frank Brailie        | Robert Foxworth   | Horst Stark                         | Horst Stark                       |
| Sergeant Major Lester Keegan | Andy Romano       | Klaus Nietz                         | Klaus Nietz                       |
| Jennifer „Jenny“ Padget      | Janet Eilber      | Heidi Berndt                        | Heidi Berndt                      |
| General Jack Padget          | Stephen Elliott   | Hans Paetsch                        | Hans Paetsch                      |
| Weitere Darsteller           |                   |                                     |                                   |
| Sergeant Marty Tanzer        | Michael McManus   | Rüdiger Schulzki                    | Rüdiger Schulzki                  |
| Sidney Winnik                | James Lashly      | Manfred Reddemann                   | Manfred Reddemann                 |
| Marcia                       | Lynn Clark        | Gabriele Libbach                    | Gabriele Libbach                  |
| Corporal                     | Bennett James     |                                     |                                   |
| Gerichtsmediziner            | Milt Kogan        | Rolf Jülich                         | Rolf Jülich                       |
| Polizist                     | Rick Marzan       |                                     |                                   |
| Mr. Martinson                | George J. Peters  | Ernst von Klipstein                 | Ernst von Klipstein               |
| Frau des Majors              | Carolyn Carradine |                                     |                                   |
| Mrs. Martinson               | Norma MacMillan   |                                     |                                   |

## Rezeption
Die Fernsehzeitschrift TV Spielfilm vergab eine neutrale Wertung (Daumen mittig): „Still gestanden und mitgefiebert!“
Der Autor Michael Striss wertete mit drei von vier Sternen (sehr empfehlenswert): „Dies ist eine geradlinig und schnörkellos erzählte Geschichte, die manche Anklänge an »Des Teufels Korporal« aufweist. Die Darsteller unterstützen das Anliegen. Robert Foxworth stellt nicht den prinzipientreuen Patrioten dar, den Patrick McGoohan einst verkörperte. Brailie ist nichts anderes als ein charakterloser Egoist. […] Sehenswert sind die Szenen mit der konfusen Sekretärin, die mit der Zuordnung ihrer Unterlagen in grüne und rote Mappen nicht zurechtkommt; ebenso auch das komische Hin und Her von Columbo und Sgt. Tanzer zwischen den Bankreihen während der Beerdigung. […] Der Abspann gibt den Blick frei auf das nachgebaute Kriegsgeschehen von Gettysburg. In vorderster Front steht da eine verschmitzt dreinschauende Zinnfigur im Regenmantel – Columbo, der einmal mehr siegreich aus der Schlacht hervorgeht.“